# Enrique Duquesne
Enrique Quesne (1642 - Ginebra, 11 de noviembre de 1722), marqués de Quesne, fue un militar francés, hijo mayor de Abraham Duquesne, digno heredero de las virtudes grandes calidades de su padre.
Nacido en 1652. Dedicado como su padre las armas desde su más edad, se distinguió ventajosamente por su valor y habilidad. Hizo su primera campaña en 1666 a los 14 años de su edad y en calidad alférez de navío; en el de 1672 bailó en el combate de La Mancha contra los holandeses y en 1674 fue hecho capitán de bandera y capitán de navío al año siguiente. Mandó el navío Perfecto en los combates que se dieron en 1676 contra los holandeses, en uno los cuales recibió una herida considerable.
Después fue llamado por orden de Luis XIV a todos los consejos que se tenían en la corte para el reglamento de los puertos, para perfeccionar las construcciones, y para arreglar las operaciones de la campaña.
En 1683 pasó con su padre al bombardeo de Argel, y de allí fue enviado a Túnez para la paz entre Francia y esta regencia. Trasluciéndose luego en corte la resolución de extinguir la herejía en Francia, el marqués de Quesne se vio obligado a buscar un retiro fuera del reino, conservando no obstante en su corazón un amor desinteresado por su patria y resistiendo siempre a las instancias de Inglaterra y Holanda para que entrase a su servicio contra Francia, acompañadas de ofertas de los primeros empleos en sus escuadras.
Murió en Ginebra en 1722, casi a los 71 años de su edad, estimado de cuantos le conocían.